# Neslişah Sultan (dcera Abdülkadira)
Safvet Neslişah Sultan (25. prosince 1925 – 30. května 2014), známá také jako Küçük Neslişah Sultan, byla osmanská princezna, dcera Şehzade Mehmed Abdülkadira a vnučka sultána Abdulhamida II.

## Mládí
Neslişah Sultan se narodila 25. prosince 1925 v Budapešti, tři roky po rozpadu Osmanské říše. Jejím otcem byl Şehzade Mehmed Abdülkadir, syn sultána Abdulhamida II., její matkou byla Fatma Meziyet Hanım, dcera osmanského kolonela. Byla pátým dítětem a druhou dcerou svého otce a druhým dítětem své matky. Měla o rok starší sestru Bidar Sultan.
V roce 1940 se její rodina přestěhovala do Sofie v Bulharsku kvůli druhé světové válce, jinak žila naproti své tety Ayşe Sultan.

## Manželství
Neslişah Sultan se přestěhovala do Káhiry, kde se v roce 1953 provdala z Avni Reda Beye. V roce 1954 se jim narodil syn Salih Reda a v roce 1957 druhý Ömer Reda. Později se přestěhovali do Istanbulu, kde se v roce 1969 rozvedli. Poté se znovu provdala za Mehmeda Şefik Ziyu, amerického občana turecké národnosti a vdovce po Şükriye Sultan, dcery Şehzade Yusuf Izzeddina. Ovdověla v roce 1980.

## Pozdější život a smrt
Dne 2. dubna 2000 se zúčastnila pohřbu Mihrimah Sultan, dcery Şehzade Mehmed Ziyaeddina. 2. dubna 2012 se ona a její dva synové zúčastnili pohřbu Neslişah Sultan, dcery Şehzade Ömer Faruka a Sabihy Sultan.
Neslişah zemřela 30. května 2014 ve věku 88 let v Istanbulu. Byla posledním žijícím potomkem Şehzade Mehmed Abdülkadira a posledním žijícím vnoučetem sultána Abdulhamida II. Jejího pohřbu se účastnili jen členové dynastie. Byla pohřbena na hřbitově Karacaahmet vedle své matky Fatmy.